# Соверия Манели
Соверѝя Манѐли (на италиански: Soveria Mannelli) е малко градче и община в Южна Италия, провинция Катандзаро, регион Калабрия. Разположено е на 774 m надморска височина. Населението на общината е 3206 души (към 2011 г.).